# Sekseūil
Sekseūil (ryska: Саксаульский) är en ort i Kazakstan.   Den ligger i oblystet Qyzylorda, i den centrala delen av landet, 900 km sydväst om huvudstaden Astana. Sekseūil ligger 73 meter över havet och antalet invånare är 9 296.
Terrängen runt Sekseūil är platt. Runt Sekseūil är det mycket glesbefolkat, med 2 invånare per kvadratkilometer. Trakten runt Sekseūil är ofruktbar med lite eller ingen växtlighet.